# Romery (Aisne)
Romery is een gemeente in het Franse departement Aisne (regio Hauts-de-France) en telt 81 inwoners (2009). De plaats maakt deel uit van het arrondissement Vervins.

## Geografie
De oppervlakte van Romery bedraagt 3,9 km², de bevolkingsdichtheid is dus 20,8 inwoners per km².

## Demografie
Onderstaande figuur toont het verloop van het inwonertal (bron: INSEE-tellingen).

Vanwege een beveiligingsprobleem met de MediaWiki Graph-software is het momenteel niet mogelijk deze grafiek weer te geven. Zodra de software is bijgewerkt zal de grafiek vanzelf weer zichtbaar worden.